# 中嶋佳葉
中嶋 佳葉（なかじま かよう、8月23日 - ）は、日本の女性声優。東京都新宿区出身。81プロデュース所属。

## 来歴
藤原新平ワークショップ、松濤アクターズギムナジウム2期生、東京アナウンスアカデミー、杉山佳寿子ワークショップ、友貞京子ワークショップ、ウォーターオリオン所属、フリー期間などを経て2008年5月1日付で81プロデュースに所属。

## 人物
趣味・特技は乗馬。

## 出演

### テレビアニメ
2008年
- ゴルゴ13（CA）
- スケアクロウマン（女）

2009年
- 銀魂（2009年 - 2011年、ナレーション、参列者C） - 2シリーズ
- ささめきこと（叔母）
- 聖剣の刀鍛冶（おかみ、薬屋）
- NARUTO -ナルト- 疾風伝（猫バア）

2010年
- 聖痕のクェイサー（車内販売）
- ひめチェン!おとぎちっくアイドル リルぷりっ（早乙女母）

2011年
- 青の祓魔師（店員）
- うさぎドロップ（女性教師）
- 侵略!?イカ娘（おばさん）
- たまゆら〜hitotose〜（大家）
- よんでますよ、アザゼルさん。（ナナ）

2014年
- 七つの大罪（2014年 - 2021年、おばさん、ホークママ） - 4シリーズ
- ばらかもん（近所の奥さん）

2015年
- 赤髪の白雪姫（パン屋のおばちゃん）

2016年
- モブサイコ100（2016年 - 2022年、モブの母） - 3シリーズ

2018年
- LOST SONG（ベルナ）

### 劇場アニメ
- トワノクオン（2011年、瞬の母）
- ももへの手紙（2012年）
- 劇場版 七つの大罪 天空の囚われ人（2018年、ホークママ）

### OVA
- サヨナラ!みどりが池 〜飛べ!凧グライダー〜（ネコ）
- みのりスクランブル!（駄菓子屋のおばちゃん）

### Webアニメ
- こぴはん（おばちゃん、ナレーション）

### ゲーム
- 龍が如くシリーズ
  - 龍が如く（2005年、偽美月・ウサギ）
  - 龍が如く2（2006年、偽美月・ウサギ）
  - 龍が如く 見参!（2008年、美月）
  - 龍が如く 維新!（2012年、美月）
- 大學生力検定DS（2008年、高円寺朝子）
- 幻想水滸伝 紡がれし百年の時（2012年、ユユドラヤ）

### ドラマCD
- 安倍晴明（尚侍）
- スウィートドラゴン（フラウ）
- リンの童話館〜ぴぃたぁぱんを探して〜（妖精）

### 吹き替え

#### 映画
- アーロン・ストーン
- アメリカン・ホーンティング（ジェーン）
- ガーディアン（シーラ）
- コペルニクスコード（リリー）
- ザ・バイス 潜入捜査官（ロッタ）
- シークレット・サークル
- ステイ・オブ・ウォー（看護師）
- 12 TWELVE（ジャッキー）
- ナチス ホロコーストの戦慄（クリスティーナ）
- ハイジャック（マリー）
- 破壊暴風圏 category7（メアリー・ベス）
- ハリエットはティーン・スパイ（ヴァイオレッタ〈ショーナ・マクドナルド〉）
- FINAL MOVE（サラ）
- ファントム・ファイアー（ビリー）
- ブレイドX
- ボトムダウン（エルサ）
- マグニチュード8.5（エディス）
- 40cmの童貞男（ジョージア / ジェニファー）
- レイダース/失われたアーク《聖櫃》 ※WOWOW・BD新録版
- レッド・ウォール（ニッキー）
- ローラーガールズ・ダイアリー（ブラディ・ホリー〈ゾーイ・ベル〉）

#### ドラマ
- カイルXY
- グッド・ワイフ（リンダ）
- 24 -TWENTY FOUR- シーズン7
- ハリーズ・ロー 裏通り法律事務所
- ファーストレディ（マリアン・ロビンソン〈レジーナ・テイラー〉[4]）
- ブラザーズ&シスターズ
- ブルーブラッド 〜NYPD家族の絆〜

### ボイスオーバー
- セルビア発　誰だってヒーロー（スポーツドクター）
- 日立 世界・ふしぎ発見!（ナンデス家の母）

### 舞台
- TBワンスモア月の砂漠
- リーディングカンパニーロミオとフリージアのある食卓
- 女豹プロデュースM．M．E女豹遊戯
- イノチノカタチ
- 言霊の樹
- ウエストサイド物語（ストーリーテラー）

### シリーズ一覧
1. ↑  第1期（2009年）、第2期『銀魂’』（2011年）
2. ↑  第1期（2014年 - 2015年）、第2期『戒めの復活』（2018年）、第3期『神々の逆鱗』（2020年）、第4期『憤怒の審判』（2021年）
3. ↑  第1期（2016年）、第2期『II』（2019年）、第3期『III』（2022年）